# Asahi-ku (Yokohama)
Asahi-ku (旭区?) es uno de los 18 distritos administrativos que conforman la ciudad de Yokohama, la capital de la prefectura de Kanagawa, Japón. Tenía una población estimada de 244 701 habitantes el 1 de septiembre de 2020 y una densidad de población de 7476 personas por km².

## Geografía
Asahi-ku está localizado en la parte oriental de la prefectura de Kanagawa, y el noroeste de la ciudad de Yokohama. Limita con los barrios de Seya, Totsuka, Midori, Izumi y Hodogaya.

## Demografía
Según los datos del censo japonés, la población de Asahi-ku ha aumentado ligeramente en los últimos 40 años.
| 210 887                                    | 234 544 | 248 882 | 251 052 | 252 836 | 249 680 | 251 086 | 247 144 | 245 747 | 245 169 |
| (Fuente: Oficina de Estadísticas de Japón) |         |         |         |         |         |         |         |         |         |